# Agostino Sacchitiello
Agostino Sacchitiello (Bisaccia, 1834 – ...) è stato un brigante italiano e capobanda di una banda operante in Irpinia.

## Biografia

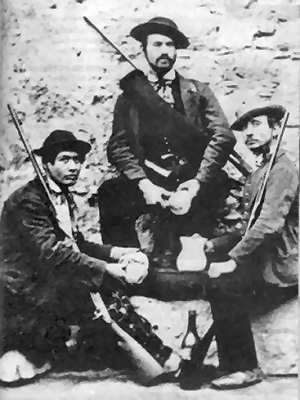
Agostino Sacchitiello al centro

Agostino Sacchitiello di Antonio alias Caporal Agostino, nativo di Bisaccia, pastore ed ex soldato borbonico non aderì alla chiamata dell'esercito piemontese e preferì diventare un brigante. Nel 1861 come capobanda effettuò diverse scorrerie in Capitanata e Basilicata, oltre che in Irpinia.
Nel 1862 era a capo di una banda di circa 160 uomini e 60 cavalli. Nel mese di luglio fu a capo della battaglia contro il 17º Battaglione Bersaglieri nei pressi di Carbonara e l'8 maggio del 1863 si scontro con gli Ussari del 18º Reggimento "Cavalleggeri di Piacenza" presso Calitri.
È stato uno dei più fidati luogotenenti di Carmine Crocco. Era conosciuto per le sue brillanti doti di guerrigliero e fu uno degli ultimi briganti ad essere catturato.
Venne arrestato il 29 novembre 1864 a Bisaccia in casa Rago all'età di 30 anni insieme a suo fratello Vito di anni 33 e di professione vaccaro, alla sua compagna Giuseppina Vitale, a Pasquale Gentile ex soldato borbonico e a Maria Giovannina Tito compagna di Crocco. L'arresto avvenne grazie alla delazione di Filomena Pennacchio, poiché erano nascosti in una stanza sotterranea mentre in casa era in corso una festa a cui partecipavano ufficiali del Regio Esercito. Agostino fu incarcerato e condannato ai lavori forzati a vita. A nulla valse il suo contributo nel fornire informazioni nel rendere libere le zone di Melfi e Lacedonia.